# Hyloxalus sauli
Espèce
Synonymes
- Colostethus sauli Edwards, 1974

Statut de conservation UICN

 LC  : Préoccupation mineure
Hyloxalus sauli est une espèce d'amphibiens de la famille des Dendrobatidae.

## Répartition
Cette espèce se rencontre de 220 à 800 m d'altitude sur le versant amazonien de la cordillère Orientale :
- en Équateur dans les provinces de Sucumbíos, de Napo, d'Orellana, de Pastaza ;
- en Colombie dans le département de Putumayo.

## Description
Les mâles mesurent de 19,5 à 22,8 mm et les femelles de 21,9 à 25,2 mm.

## Étymologie
Cette espèce est nommée en l'honneur de F. William Saul.

## Publication originale
- Edwards, 1974 : Taxonomic notes on South American dendrobatid frogs of the genus Colostethus. Occasional Papers of the Museum of Natural History, University of Kansas, no 30, p. 1-14 (texte intégral).